# Sierra de Chiricahua

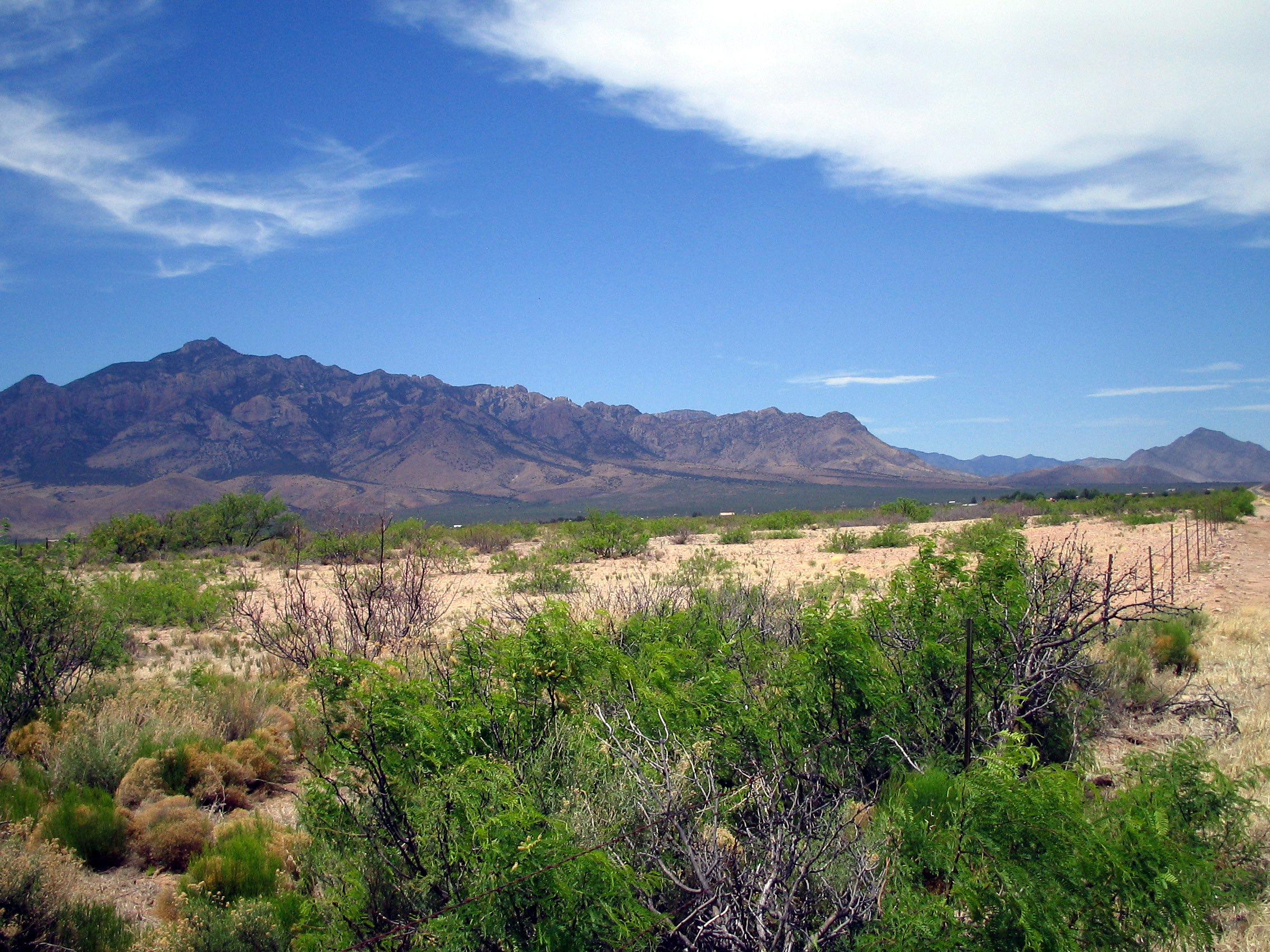
Sierra de Chiricahua.

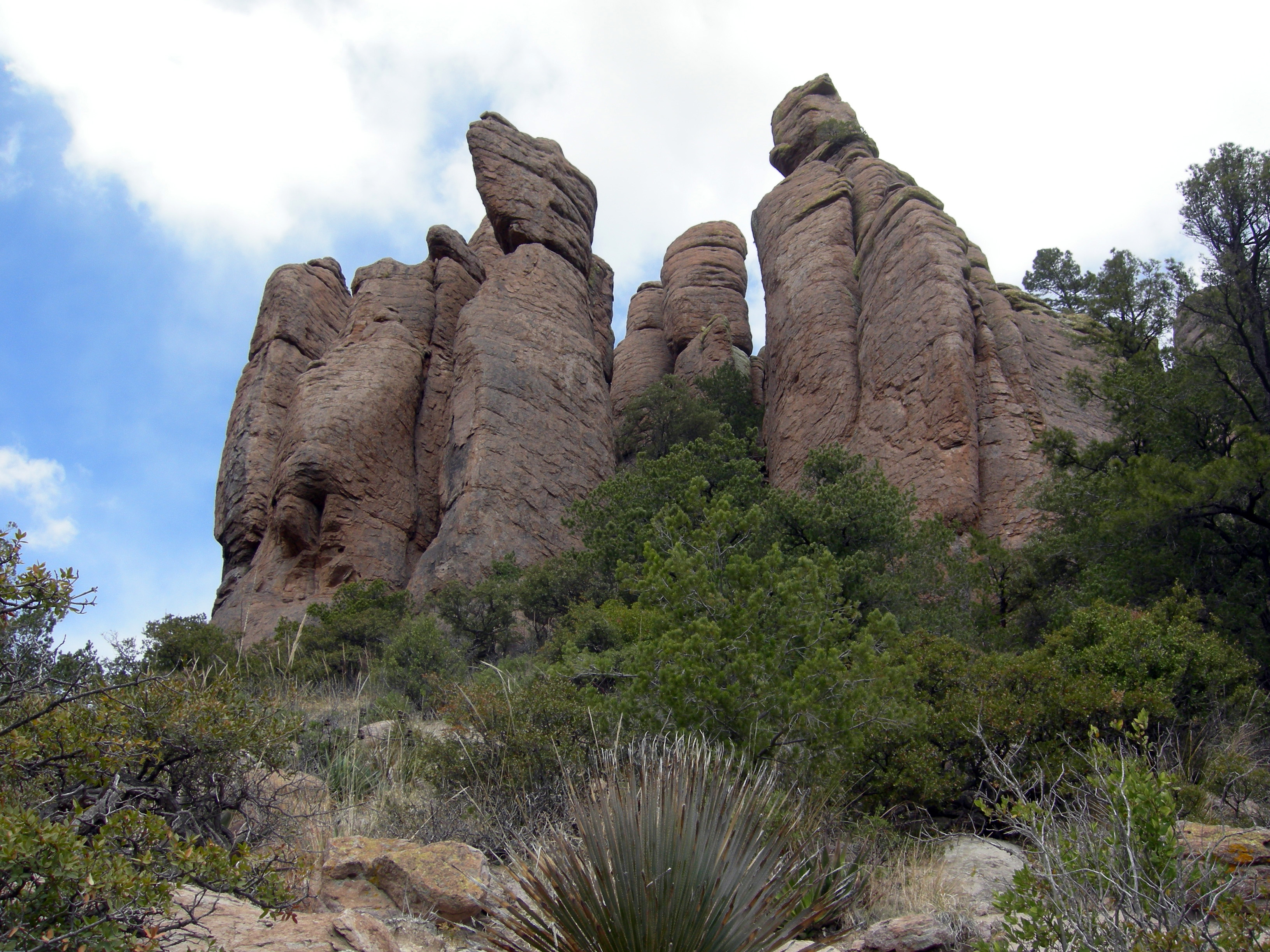
Chimenea de hadas de riolita en el Monumento Nacional Chiricahua, al sureste de Arizona.

La sierra de Chiricahua es una cordillera en el extremo sureste de Arizona, Estados Unidos y forma parte del Bosque nacional de Coronado. Su punto más alto es el monte Chiricahua, cuya cima se encuentra a 2975 metros sobre el nivel del mar, teniendo una prominencia de 1566 m. De aquí procedían los indígenas apaches Chiricahua, Cochise y Gerónimo.
La palabra chiricahua corresponde al nombre de una de las siete tribus apache, cada una con idioma propio. Los nombres de los indígenas provienen del nombre de las montañas, en vez de que éstas sean nombradas por aquellos.
La erosión ha dado lugar a formas curiosas preservadas en el Monumento Nacional Chiricahua (Chiricahua National Monument), donde se encuentra el Faraway Ranch, que en día fue propiedad de los inmigrantes suecos Neil y Emma Erickson y que como muestra histórica de los últimos lugares de frontera de asentamiento de colonos, se encuentra incluido en el Registro Nacional de Lugares Históricos de los EE. UU.